# Wheeler & Woolsey

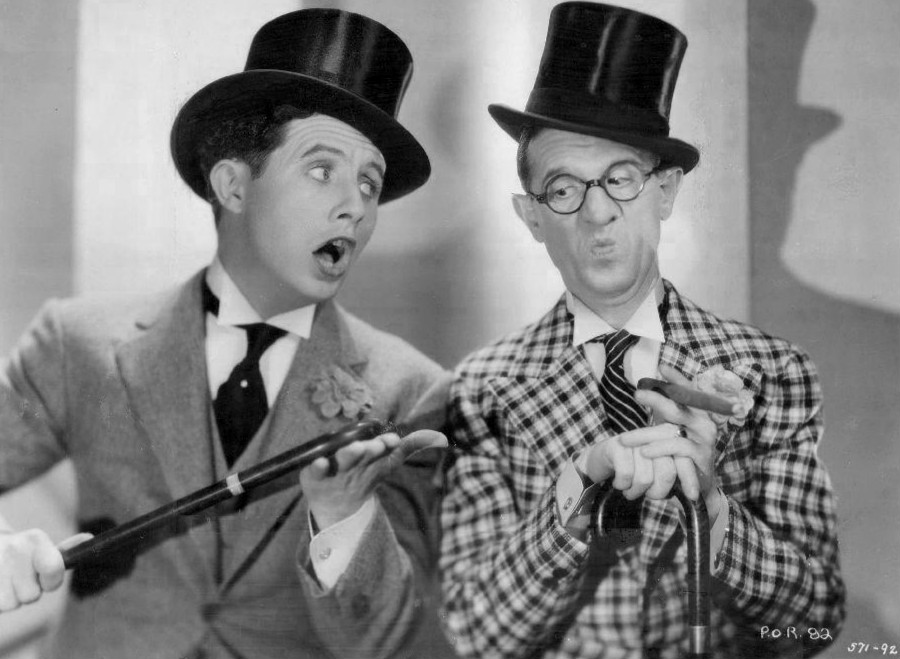
Wheeler & Woolsey en 1931

Wheeler & Woolsey est un duo comique du cinéma américain des années 1930 composé de Bert Wheeler et Robert Woolsey.

## Filmographie
| Année | Titre                                        | Rôle                                                            | Rôle                                                           |
| Année | Titre                                        | Bert Wheeler                                                    | Robert Woolsey                                                 |
| ----- | -------------------------------------------- | --------------------------------------------------------------- | -------------------------------------------------------------- |
| 1929  | Small Timers (court-métrage)                 | Lui-même                                                        | NC                                                             |
| 1929  | Rio Rita                                     | Chick Bean                                                      | Ned Lovett                                                     |
| 1930  | The Cuckoos                                  | Sparrow                                                         | Professor Cunningham                                           |
| 1930  | Dixiana                                      | Peewee                                                          | Ginger Dandy                                                   |
| 1930  | Half Shot at Sunrise                         | Tommy Turner                                                    | Gilbert Simpkins                                               |
| 1930  | Hook, Line and Sinker                        | Wilbur Boswell                                                  | J. Addington Ganzy                                             |
| 1931  | Everything's Rosie                           | NC                                                              | Dr. J. Dockweiler Droop                                        |
| 1931  | Too Many Cooks                               | Albert "Al" Bennett                                             | NC                                                             |
| 1931  | Cracked Nuts                                 | Wendell Graham                                                  | Zander Ulysses Parkhurst                                       |
| 1931  | Les Bijoux volés (court-métrage)             | Lui-même                                                        | Lui-même                                                       |
| 1931  | Caught Plastered                             | Tommy Tanner                                                    | Egbert G. Higginbotham                                         |
| 1931  | Oh! Oh! Cleopatra (court-métrage)            | Mark Antony                                                     | Julius Caesar                                                  |
| 1931  | Peach-O-Reno                                 | Wattles                                                         | Julius Swift                                                   |
| 1932  | Girl Crazy                                   | Jimmy Deegan                                                    | Slick Foster                                                   |
| 1932  | The Hollywood Handicap (court-métrage)       | Lui-même                                                        | NC                                                             |
| 1932  | Hold 'Em Jail                                | Curley Harris                                                   | Spider Robbins                                                 |
| 1933  | So This Is Africa                            | Wilbur                                                          | Alexander                                                      |
| 1933  | Diplomaniacs                                 | Willy Nilly                                                     | Hercules Glub                                                  |
| 1933  | Signing 'Em Up (court-métrage)               | Lui-même                                                        | Lui-même                                                       |
| 1934  | Hips, Hips, Hooray!                          | Andy Williams                                                   | Dr. Bob Dudley                                                 |
| 1934  | Cockeyed Cavaliers                           | Bert Winstanley (surname not mentioned or credited in the film) | Bob Maltravers (surname not mentioned or credited in the film) |
| 1934  | Kentucky Kernels                             | Willie                                                          | Elmer                                                          |
| 1935  | The Nitwits                                  | Johnnie                                                         | Newton                                                         |
| 1935  | A Night at the Biltmore Bowl (court-métrage) | Lui-même                                                        | NC                                                             |
| 1935  | The Rainmakers                               | Billy                                                           | Roscoe Horne, the Rainmaker                                    |
| 1936  | Silly Billies                                | Roy Banks                                                       | Prof. Philip "Painless" Pennington                             |
| 1936  | Mummy's Boys                                 | Stanley Wright                                                  | Aloysius C. Whittaker                                          |
| 1937  | On Again-Off Again                           | William Hobbs                                                   | Claude Augustus Horton                                         |
| 1937  | High Flyers                                  | Jeremiah "Jerry" Lane                                           | Pierre Potkin                                                  |
| 1939  | The Cowboy Quarterback                       | Harry Lynn                                                      | NC                                                             |
| 1942  | Las Vegas Nights                             | Stu Grant                                                       | NC                                                             |
| 1950  | Innocently Guilty (court-métrage)            | Hodkinson G. Pogglebrewer                                       | NC                                                             |
| 1951  | The Awful Sleuth (court-métrage)             | Bert Wheeler                                                    | NC                                                             |